# 258. strelska divizija (ZSSR)
258. strelska divizija (izvirno rusko 258. стрелковая дивизия; kratica 258. SD) je bila strelska divizija Rdeče armade v času druge svetovne vojne.

## Zgodovina
Divizija je bila ustanovljena julija 1941 v Orlu. Januarja 1942 je bila preimenovana v 12. gardno strelsko divizijo. Pozneje so jo ponovno ustanovili.